# Тајра Бенкс
Тајра Лин Бенкс (енгл. Tyra Lynne Banks; Инглвуд, Калифорнија, САД, 4. децембар 1973) америчка је манекенка, продуценткиња, глумица, списатељица, бивши топ модел и певачица. Своју каријеру је започела као модел са 15 година и била је прва жена афро-америчког порекла која се појавила на насловницама престижних америчких часописа "GQ" и "Sports Illustrated". Била је Викторијин анђео од 1997. до 2005. године. Почетком 21. века била је једна од најпознатијих и најплаћенијих лица у манекенству.
Масовну популарност стиче 2003. године када започиње емитовање ријалити емисије "Следећи топ-модел Америке", на којој је радила као водитељка и продуценткиња. Емисија се емитовала 22 сезоне, док је нису угасили у октобру 2015. године. Међутим, Тајра је одлучила поново да је покрене и за наредну сезону ангажовала познату певачицу Риту Ору, која ју је одменила у улози водитељке. Публика је лоше реаговала те се на своје место у 24. сезони враћа Тајра као водитељка. У међувремену, ради на још две емисије "Права лепота" и "Тајра Бенкс шоу".
Своја искуства из манекенског света представила је у књизи "Modelland" 2011. године. Књига јој је донела титулу списатељице и нашла се на листи најпродаванијих књига према Њујорк тајмсу. Једна је од седам жена које су се неколико пута нашле на листи најутицајнијих људи у свету, коју једном годишње објављује часопис Тајмс.

## Младост
Тајра Лин Бенкс је рођена у Инглвуду (Калифорнија), 4. децембра 1973. Она је ћерка Каролин Лондон-Џонсон, медицинског фотографа и Доналда Бенкса, рачунарског консултанта. Има пет година старијег брата Девина. 1979. године, када је имала шест година, њени родитељи су се развели. Средњу школу је завршила у Лос Анђелесу где су је по њеним речима прозвали "ружно паче", због необично израженог чела и висине, који ће постати њен заштитни знак у предстојећим годинама.

## Каријера

### Манекенство
Када је имала 15 година, почела је да се бави манекенством док је похађала школу у Лос Анђелесу. Одбила је четири манекенске агенције пре него што је потписала уговор са "Л. А. модели". Прешла је у "Елит Модел Менаџмент" у 16. години. Када је добила прилику да ради у Европи, преселила се у Милано. Тамо је у току своје прве сезоне рада, резервисала 25. модних ревија на париској недељи моде 1991. Успеси су се сами низали и њено лице се могло видети на насловницима престижних часописа "Ел"; "Харперс Базар"; "шпански Воуг"; "Космополитан" ; "Седамнаест" и "Тин Воуг". Ходала је на модним ревијама за светске модне куће: Шанел, Оскар де ла Рента, Ивес Саинт Лаурент, Ана Суи, Кристијан Диор, Дона Каран, Калвин Клајн, Пери Елис, Марк Џејкобс, Живенши, Херве Легер, Валентино , Фенди, Ђорђо Армани, Соња Рикел, Мајкл Корс и други. Појавила се у рекламним кампањама за брендове попут: Ивес Саинт Лаурент, Долче & Габана, Ескада, Томи Хилфигер, Ралф Лорен, Халстон, H&M, Swatch, Викторија'с сикрет,Пепси и Најки. Године 1993. потписује уговор са козметичком кућом "CoverGirl" и враћа се у САД, где ради више комерцијалне послове.
Тајра Бенкс је прва афро-америчка жена која се нашла на насловницама "Sports Illustrated" и "GQ". Године 1997. добила је награду VH1 за "Супермодела године". Те године изабрана је за насловницу Викторија'с сикрет каталога и тако постала прва афро-американка која је Викторијин анђео. 2010. године се враћа својој старој манекенској агенцији "ИМГ модели". Од тада се окренула својој филмској каријери и властитим ТВ емисијама.

### Филм и телевизија
Телевизијску каријеру започела је у четвртој сезони хумористичке серије "Принц са Беверли Хилса", у којој је играла Џеки Амес, пријатељицу главног јунака. Имала је седам појављивања у серији. Остале емисије и серије у којима се појављивала су Фелицити, "All That", "MADtv", "Nick Cannon's Wild 'n Out" (у којој је била посебно гостујући гост и капетан тима) и "The Price is Right".
Тајра оснива своју продукцијску кућу "Ty Ty Baby Productions" - убрзо потом промењено у "Bankable Productions" - њихови пројекти су: "Тајра Бенкс шоу", "Амерички топ модел" и филм "Клика" из 2008. Бенксова је извршни продуцент, инструктор и судија "Америчког топ модела". Поред тога, била је домаћин емисије "Тајра Бенкс шоу", дневног формата који је намењен младим женама. Обрађивале су се свакодневне теме и повремено су долазиле познате личности како би учествовале у дискурсу. Прва епизода је премијерно приказана 12. септембра 2005. године, а последња 28. маја 2010. године. Емисија је добила одличне коментаре и критике од критичара и публике. За свој рад на емисији добија 2008. године награду Дневни Еми за најбољу продукцију, а наредне године, за редом осваја и награду за изванредан, информативни токшоу формат у 2009. години.
Прва улога на великом екрану је дошла 1994. године, када је играла у драми "Higher Learning". Затим, је играла заједно са Линдси Лоан у филму "У природној величини", лутку по имену Ив која оживљава. Остали филмови у којима је глумила су: "Love Stinks" (1999), "Љубав и кошарка" (2000), "Ружни којот" (2000) , "Ноћ вештица 8: Ускрснуће" и "Hana Montana (film)". Тајра се појављује и у четвртој епизоди треће сезоне серије "Трачара" када је играла Урсулу Никуист, холивудску филмску диву. Можемо је видети и у емисији "Shake It Up" на дизнијевом каналу као школску библиотекарку.
Остварила је и кратко појављивање у емисији ФАБлифе уз друге познате америчке личности попут модела Криси Тиген, модног стилисте Џо Зија, дизајнера ентеријера Лорен Мак и Јутјуб личност Лија Ешли. Али убрзо, након мање од три месеца, напушта серијал, како би се фокусирала на своју козметичку компанију.

## Остали пројекти

### Музика
Бенксова се појавила у неколико музичких спотова, укључујући "Black or White" Мајкл Џексон, "Трифе Лифе" Моб Дипа, "Love Thing" Тине Турнер, "Тоо Funkey" Џорџа Мајkla (са моделима Линда Еванђелиста, Естел Лефебуре, Емоm Сјоберг и Нађоm Ауерман) и Лионел Ричијеве песме "Не желим те изгубити". Године 2004. снимила је свој први сингл "Shake Ya Body", који је имао музички спот са такмичарима из другог циклуса "Америчког топ модела". Видео је премијерно приказан на УПН каналу. Тајра је издала сингл са НБА играчем Коби Брајантомпод насловом "К. О.B. Е.", који је објављен на НБА ТВ-у. Она је такође имала сингл под називом "Be a Star".

### Писање
Године 1998. Тајра је била коауторка књиге под називом "Тајрина лепота, изнутра и споља". У мају 2010. објављено је да ће написати серијал романа, под називом "Modelland", који је заснован на њеном искуству у свету манекенства. "Modelland" се нашао на полицама књижара широм САД у октобру 2011. и на врху листе најпродаванијих књига Њујорк Тајмса. 2018. године, Бенксова и њена мајка, Каролин Лондон, су најавиле заједничку књигу под називом "Савршенство је досадно".

### Козметика
У 2014. години Бенксова је основала козметичку робну марку "Тајра бјути". У том периоду новинари су оспорили њене тврдње да је завршила Харвард пословну школу, и открили да је завршила убрзани курс. Због тог инцидента је опало поверење купаца, иако је сама линија производа добила похвале. Њена фирма користи исти продајни систем као и "Орифлејм" и "Ејвон" познат и као вишеслојни маркетиншки систем за запошљавање продајних дистрибутера, које компанија назива "креаторима лепоте". Одржан је отворен кастинг за проналажење лица за њену линију. На крају су одабрали Мелоди Пару, Моник Хаивард, Кети Харви и такмичарку "Америчког топ модела" - Норге Мариту Гомсруд, као оригиналне промотере козметичке линије.

### Изложба - Тајра Бенкс представља: 15
Током 2013. године се враћа својим коренима. У сарадњи са модним фотографом Удо Спреитзенбартом, јавности је представљена изложба на којој су се могле видети Тајрине фотографије на којима се трансформисала у 15 различитих супермодела.

## Лични живот
Током емитовања њене токшоу емисије гледаоци су увидели да је Тајра јавна личност без длаке на језику, па је јавности открила и да је била жртва злостављања од стране свог бившег партнера. Том приликом је изјавила: "Нећу користити пуно имена у емисији, али у једној вези сам искусила не само превару, већ и емотивно злостављање. Било је заиста лоше, али то ме је ојачало". 2009. године отворила се о својим прошлим везама када је гостовала у емисији Опре Винфри. Ова епизода је била посвећена насиљу у везама.
Током 2010. упознаје норвешког фотографа Ерика Асла, а 2016. са њим добија и сина путем сурогат мајке.

## Добротворни рад
Успоставила је "Т-зону" програм, који је имао за циљ развој лидерства и животних вештина. Она је, такође, основала и "Тајра Бенкс стипендију" , фонд који пружа афричко-америчких девојкама прилику да се упишу у њену стару гимназију и стекну образовање.

## Филмографија

### Филм
| Година | Наслов                   | Улога        | Опис              |
| ------ | ------------------------ | ------------ | ----------------- |
| 1995   | Higher Learning          | Деја         |                   |
| 1999   | "Love Stinks"            | Холи Гарнет  |                   |
| 1999   | "The Apartment Complex"  | Себе         | Телевизијски филм |
| 2000   | "Љубав и кошарка"        | Кира Кеслер  |                   |
| 2000   | "Life-Size"              | Ив           | Телевизијски филм |
| 2000   | "Ружни којот"            | Зои          |                   |
| 2002   | Ноћ вештица 8: Ускрснуће | Нора Винстон |                   |
| 2002   | "Осам лудих ноћи"        | Хаљина       | Глас              |
| 2004   | "Larceny"                | Себе         |                   |
| 2007   | "Господин Вудкок"        | Себе         | Епизодна улога    |
| 2008   | "Тропска олуја"          | Себе         | Епизодна улога    |
| 2009   | Хана Монтана             | Себе         | Епизодна улога    |

### Телевизија
| Година                  | Наслов                       | Улога                              | Опис                                  |
| ----------------------- | ---------------------------- | ---------------------------------- | ------------------------------------- |
| 1993                    | Принц са Беверли Хилса       | Џеки Ејмс                          | 7 епизода                             |
| 1996                    | All That                     | муштерија                          | Епизода: "Tyra Banks/Blackstreet"     |
| 1997                    | New York Undercover          | Наташа Клајборн                    | 3 епизоде                             |
| 1998                    | Space Ghost Coast to Coast   | Себе                               | Епизода: "Chinatown"                  |
| 1999                    | Just Shoot Me!               | Себе                               | 2 епизоде                             |
| 1999                    | The Hughleys                 | Никол                              | Епизода: "Sap and the Star"           |
| 2000                    | MADtv                        | Катиша Латиша Париша Фариша Џонсон | 2 епизоде                             |
| 2000                    | Felicity                     | Џејн Скот                          | 3 епизоде                             |
| 2001                    | Soul Food                    | Нина Џозеф                         | Епизода: "Ordinary Pain"              |
| 2003–2015; 2017–present | Следећи топ-модел Америке    | Себе                               | Све епизоде                           |
| 2004                    | All of Us                    | Рони                               | Епизода: "O Brother, Where Art Thou?" |
| 2004                    | American Dreams              | Каролин Гил                        | Епизода: "Chasing the Past"           |
| 2005–2010               | Тајра Бенкс шоу              | Себе                               | водитељка                             |
| 2009                    | Трачара                      | Урсула Никвист                     | Episode: "Dan de Fleurette"           |
| 2011                    | Мексички топ модел           | Себе                               | Гост у финалној епизоди друге сезоне  |
| 2012                    | Мексички топ модел           | Себе                               | Гост у финалној епизоди друге сезоне  |
| 2012–2013               | Shake It Up                  | Госпођа Бурк                       | 2 епизоде                             |
| 2012                    | Руски топ модел              | Себе                               | Гост у финалној епизоди треће сезоне  |
| 2013                    | Мексички топ модел           | Себе                               | Гост у финалној епизоди прве сезоне   |
| 2013                    | Гли                          | Бичет                              | Епизода: "Movin' Out"                 |
| 2014                    | Корејски топ модел           | Себе                               | Гост у финалној епизоди пете сезоне   |
| 2015                    | Аустралијски топ модел       | Себе                               | Гост у финалној епизоди девете сезоне |
| 2015                    | FABLife                      | Себе                               | Водитељка                             |
| 2015–2016               | Blackish                     | Ђиђи Френклин                      | 2 епизоде                             |
| 2017                    | The New Celebrity Apprentice | Саветник                           | 3 епизоде                             |
| 2017–тренутно           | Америка има таленат          | Себе                               | Главна водитељка                      |

## Књиге
- Ванеса Томас, Буш; Бенкс, Тајра (1998). Тајрина лепота, изнутра и споља. Harper Perennial. ISBN 978-0060952105.
- Бенкс, Тајра (2011). Modelland. Delacorte Books. ISBN 978-0385740593.
- Бенкс, Тајра; Лондон, Каролин (2018). Савршенство је досадно. Tarcher Perigee. ISBN 978-0143132301.

## Награде и номинације
| Година | Награде                                    | Категорија                                 | Прималац                           | Исход      | Реф.   |
| ------ | ------------------------------------------ | ------------------------------------------ | ---------------------------------- | ---------- | ------ |
| 2004   | Избор тинејџера                            | Ријалити звезда                            | Амерички топ модел                 | Номинација | [ 19 ] |
| 2005   | Избор тинејџера                            | ТВ личност: женска категорија              | Амерички топ модел                 | Номинација | [ 19 ] |
| 2005   | Online Film & Television Association Award | Најбољи токшоу водитељ                     | Тајра Бенкс шоу'                   | Номинација | [ 19 ] |
| 2007   | Избор тинејџера                            | ТВ личност: женска категорија              | Амерички топ модел/Тајра Бенкс шоу | Освојено   | [ 19 ] |
| 2007   | Дневни Еми                                 | Вансеријски токшоу                         | Тајра Бенкс шоу                    | Номинација | [ 19 ] |
| 2007   | Награда Астра                              | Омиљени интернационални глумац или личност | Амерички топ модел                 | Номинација | [ 19 ] |
| 2008   | Избор тинејџера                            | Најбоља ТВ личност                         | Амерички топ модел                 | Освојено   | [ 19 ] |
| 2008   | Дневни Еми                                 | Вансеријски токшоу                         | Тајра Бенкс шоу                    | Освојено   | ++     |
| 2009   | Дневни Еми                                 | Вансеријски токшоу/ информативни програм   | Тајра Бенкс шоу                    | Освојено   | [ 19 ] |
| 2017   | Избор тинејџера                            | Најбоља ТВ личност                         | Америка има таленат                | Номинација | [ 20 ] |